# Hephaestus raymondi
Hephaestus raymondi är en fiskart som först beskrevs av Gerlof Fokko Mees och Kailola, 1977.  Hephaestus raymondi ingår i släktet Hephaestus och familjen Terapontidae. Inga underarter finns listade i Catalogue of Life.